# 浅草郵便局
浅草郵便局（あさくさゆうびんきょく）は、東京都台東区西浅草に位置する郵便局である。民営化前の分類では集配普通郵便局であった。

## 概要
住所：〒111-8799 東京都台東区西浅草1-1-1

### 併設施設
- 日本郵便 IT企画部 システム運用サービス室 統合運用担当[1]
- ゆうちょ銀行浅草店（本店浅草出張所）：取扱店番号010100

### 分室
分室はなし。過去に存在した分室は以下のとおり
- 蔵前分室 - 1967年（昭和42年）に廃止。

## 沿革
- 1872年（明治5年）旧3月 - 浅草郵便取扱所として浅草並木町に開設[2]。
- 1872年（明治5年）旧6月 - 浅草並木郵便仮役所となる[2]。
- 1874年（明治7年）7月 - 浅草並木郵便役所となる[2]。
- 1875年（明治8年）1月1日 - 浅草並木郵便分局となる[2]。
- 1875年（明治8年）5月2日 - 貯金預所を開設[2]。
- 1876年（明治9年）3月10日 - 為替取扱所を開設[2]。
- 1880年（明治13年）8月 - 並木郵便分局に改称[2]。
- 1883年（明治16年）5月23日 - 並木郵便支局となる[2]。
- 1885年（明治18年）5月 - 並木町郵便支局に改称[2]。
- 1885年（明治18年）9月1日 - 浅草郵便支局に改称[2]。
- 1886年（明治19年）4月26日 - 東京浅草郵便支局に改称[2]。
- 1890年（明治23年）1月16日 - 東京浅草郵便電信支局となる[2]。
- 1903年（明治36年）4月9日 - 東京浅草郵便局（二等）となる[2]。
- 1906年（明治39年）1月1日 - 浅草郵便局に改称[2]。
- 1959年（昭和34年）10月15日 - 台東区浅草蔵前一丁目の東京地方貯金局蔵前分室内に、蔵前分室を設置[3]。
- 1967年（昭和42年）8月28日 - 蔵前分室を廃止。
- 1998年（平成10年）9月1日 - 外国通貨の両替および旅行小切手の売買に関する業務取扱を開始。
- 2007年（平成19年）10月1日 - 民営化に伴い、併設された郵便事業浅草支店、ゆうちょ銀行浅草店、かんぽ生命保険浅草支店に一部業務を移管。
- 2009年（平成21年）7月1日 - かんぽ生命保険浅草支店を住友不動産上野ビル5号館に移転。同日、支店名を上野支店に改称。
- 2012年（平成24年）10月1日 - 日本郵便株式会社の発足に伴い、郵便事業浅草支店を浅草郵便局に統合。

## 取扱内容

### 浅草郵便局
- 郵便、印紙、ゆうパック、内容証明
- 生命保険、バイク自賠責保険、自動車保険
- 台東区内の一部地域（〒111-xxxx）の集配業務
- ゆうゆう窓口

### ゆうちょ銀行浅草店
- 貯金、貸付、為替、振替、振込、国際送金、外貨両替、国債、投資信託、変額年金保険
- ATM

## 風景印
- 図案は『雷門』・『東京スカイツリー』・『ほおずき』
- 使用開始日は2012年（平成24年）4月23日
- 形は浅草寺雷門の提灯型の変形印である。

### 過去の風景印
- 1957年（昭和32年）12月20日 - 1989年（平成元年）4月27日
  - 図案は『浅草寺本堂』・『犬張り子』
- 1989年（平成元年）12月21日 - 1998年（平成10年）3月12日
  - 図案は重要文化財『浅草寺二天門』・『五重の塔』・『郵便番号111』
- 1998年（平成10年）3月13日 - 2012年（平成24年）4月22日
- 図案は重要文化財『浅草寺二天門』・『五重の塔』
  - 形は浅草寺雷門の提灯型の変形印である。

## 周辺
- 浄土真宗東本願寺派本山東本願寺（旧、東京本願寺）
- 浅草寺
- 隅田川

## アクセス
- 東京メトロ銀座線 田原町駅から徒歩約2分
- つくばエクスプレス 浅草駅から徒歩約8分
- 都営バス、京成バス 浅草寿町停留所下車
- 首都高向島線 駒形出入口から西へ約700m、もしくは首都高上野線 上野出入口から東へ約1.5km
- 駐車場あり：4台